# كيني غاريت
كيني غاريت (بالإنجليزية: Kenny Garrett)‏ هو عازف جاز وملحن أمريكي، ولد في 9 أكتوبر 1960 في ديترويت في الولايات المتحدة.

## وصلات خارجية
- الموقع الرسمي
- كيني غاريت على موقع ميوزك برينز (الإنجليزية)
- كيني غاريت على موقع أول ميوزيك (الإنجليزية)
- كيني غاريت على موقع ديسكوغز (الإنجليزية)